# Semla
Semla, även kallad fastlagsbulle, fettisdagsbulle eller, i versionen med varm mjölk, även hetvägg, är en sorts bakelse av ljust vetebröd med fyllning av mandelmassa och grädde. Bullen förekommer i olika former  i Skandinavien, Finland, Estland och är associerad med fastlagen före påskfastan; särskilt fettisdagen men också blåmåndagen, då den äts enligt traditionen.
Ordet semla kommer av latinets simila som betyder vetemjöl och var från början endast beteckningen på själva den ljusa vetebullen utan fyllning. En semla är på finlandssvenska vad som i Sverige kallas småfranska, fralla eller rundstycke. Detsamma gäller Semmel i Österrike. I Skåne och i andra delar av södra Sverige samt i Svenskfinland heter bakelsen fastlagsbulle, medan den kallas laskiaispulla på finska. I Norge och Danmark kallas den för fastelavnsbolle och innehåller vanligen sylt i stället för mandelmassa, vilket även är vanligt i Finland, och ibland även vaniljkräm. Även i Estland är semlan populär och heter vastlakukkel.

## Historia

### Antiken och medeltiden
När man beskriver semlans historia kan man skilja på minst tre ursprung för dagens semla:
- Beteckningen simila för särskilt vitt vetemjöl och bröd bakat härav
- Bruket att äta speciellt rikhaltigt bröd under fastlagen
- En nordeuropeisk brödbakningstradition bunden till en viss form med namn som vigg, strut och stut

Redan antikens folk – araber, greker och romare – hade bakverk av finaste vetemjöl. Den första nordeuropeiska avbildningen av en strut finns på en kyrkmålning i Danmark daterad till 1250. På denna tid bakades den av rågmjöl. Även bruket med fastlagsbröd torde härstamma från medeltiden, men inget tyder på att det från början var kopplat till vare sig strutar eller vetebröd.
När man mot slutet av medeltiden i Nordeuropa började baka strutar och andra bröd av vete blev dessa en statussymbol, eftersom vetemjöl ännu var mycket dyrt. Vetebröd omnämns i de äldsta skandinaviska bibelöversättningarna. I Gustav Vasas bibel från 1541 talas det om tackoffer bestående av ”bakade semlokakor blandade med olio” Skrifter talar även om att det i Köpenhamn redan på 1500-talet fanns "simlebagare".

### Senare tid
Fastlagsbrödet bakades ursprungligen utan några kryddor men blev smakrikare med tiden. På 1500-talet började man gröpa ur det och blandade innehållet med grädde eller kokade det med grädde och smör varefter brödet fylldes med röran. När mandeln blev en ingrediens i Nordeuropas kök började man istället att blanda brödets innehåll med grädde och mandel. Enligt en sägen började man fylla fastlagsbrödet för att komma runt fastebestämmelserna som bara omfattade bröd. Mer sannolikt är däremot att fastlagsbrödet fylldes av smakmässiga skäl.
Hetväggen  skapades på 1700-talet då strutar åts doppade i varm mjölk. Detta är den första direkta förbindelsen mellan fastlagsbröd och strut. När man i Sverige, och bara i Sverige, gjorde nästa koppling, den mellan simila och hetvägg, är oklart. Den svenske kungen Adolf Fredrik är bland annat ihågkommen för att "han dog av hetvägg - ty det var fettisdag - surkål, kött med rovor, hummer, kaviar, böckling och champagne". Att han avled av semlor är inte bevisat. Troligen var dödsorsaken slaganfall, som kan ha orsakats av hela konungens stormåltid. Semlorna var vid den tiden inte lika mäktiga, då de varken innehöll mandelmassa eller vispgrädde. Greven och skalden Johan Gabriel Oxenstierna skrev efteråt att fettisdagen borde förbjudas och ”hetvägg drivas i landsflykt ur Sverige, sedan den begått ett kungamord”. Det är dock inte klarlagt hur myten uppstod om att semlor tog konungens liv.
Ungefär på 1850-talet började man lägga mandelmassa i semlan, då ännu alltid serverad i varm mjölk. I slutet av 1800-talet började man kombinera mandelmassan med vispgrädde. Det blev då också vanligt på kaféer att till kaffet sälja semlor utan mjölk. Därmed var den moderna bakelsevarianten av den svenska semlan med vetebulle, mandelmassa och grädde skapad vid sidan av traditionen med varm mjölk. Det dröjde dock fram till 1930-talet innan den blev vida spridd. På 1950-talet avskaffades den ransonering på mjöl, socker och grädde som infördes under andra världskriget. I samband med detta fick semmelätandet ett rejält uppsving.

## I olika länder

### Danmark och Norge

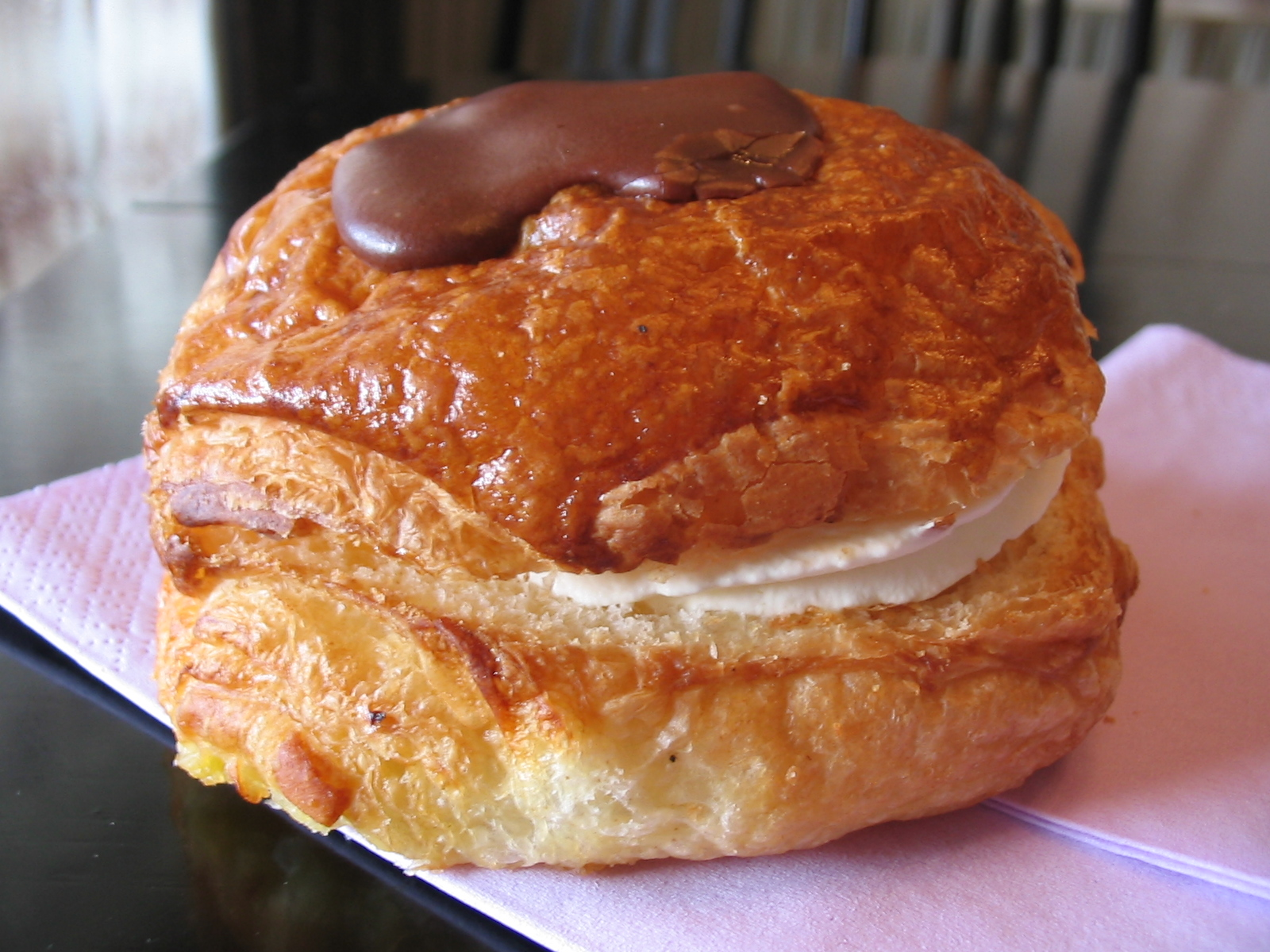
En dansk fastelavnsbolle av wienerbrödstyp med choklad på.

I Danmark och Norge ingår vanligtvis sylt eller vaniljkräm istället för mandelmassa.

### Finland och Estland
Mest lik den svenska semmeltraditionen är den som finns i Finland och Estland. I Finland äter man även en variant med sylt, vanligtvis hallonsylt eller jordgubbssylt i stället för mandelmassa men också mandelmassa används. Fastlagsbullar med mandelmassa brukar i Finland dekoreras med mandelflarn och eventuellt också florsocker, medan syltversionen enbart har florsocker eller pärlsocker eller båda.[källa behövs]

### Island

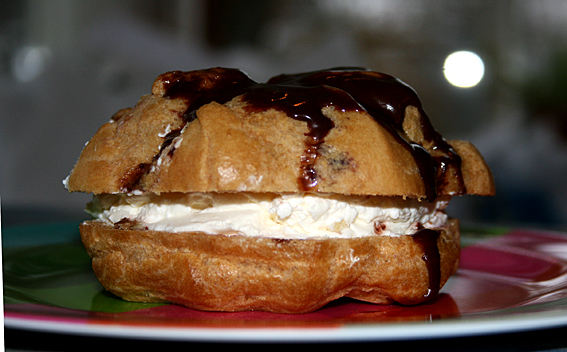
En isländsk fastlagsbulle gjord på deg utan jäsningsmedel.

Islands fastlagsbulle ingår i traditioner som härstammar från Norge och Danmark. Från mitten av 1900-talet har barn dekorerat pinnar med färgat papper för att piska föräldrar och andra vuxna med. Barnen utbrister då "bolla, bolla, bolla!" (bulle, bulle, bulle!) och förväntas bli mutade med en fastlagsbulle för varje lyckad träff. Leken har med åren avtagit i popularitet, men inte bullarna. Den isländska fastlagsbullen innehåller vanligtvis sylt och vispgrädde samt har ett chokladöverdrag. År 2017 konsumerade islänningarna omkring en miljon fastlagsbullar under året, vilket var cirka tre gånger fler än befolkningen. Traditionellt äter islänningarna fastlagsbullarna på måndagen (bolludagurinn) istället för tisdagen, då det istället är vanligt att äta ärtsoppa och saltat (lamm-)kött.

### Sverige
I Sverige består semlor vanligen av en söt vetebulle, oftast kryddad med kardemumma, med avskuret lock. Under det florsockerpudrade locket finns en fyllning med mandelmassa i botten och vispad grädde mellan mandelmassefyllningen och locket. Lokala varianter förekommer. I Västsverige ersätts ibland florsockret med pärlsocker och hackad mandel. Särskilt under 2000-talet har det blivit vanligt att butiker och konditorier saluför olika varianter av semlor för allergiker, konsumenter med särskild kosthållning eller konsumenter som bara önskar variation, till exempel med laktosfri grädde, med vaniljkräm i stället för mandelmassa, med glutenfritt bröd eller där grädden och mandelmassan blandats.
Bruket att äta semla av vetebröd i form av rund bulle, vanligen med ilagd mandelmassa, till mjölk uppträdde i Stockholm första gången 1679. Semlan förtärdes huvudsakligen endast under fastlagen.
Semlans traditioner varierar från landskap till landskap. I Sverige åts semlor ursprungligen enbart på fettisdagen under fastlagen före fastan. (I Skåne på måndagen, som kallades "bullamåndag".) Under slutet av 1800-talet blev det istället vanligt att man åt semlor varje tisdag under fastans sju veckor. Efter andra världskriget har semmelätandet utökats ytterligare och semlor finns att tillgå i bageri varje dag från december till påsk. Vissa konditorier har även börjat sälja semlor i september, oktober och så kallade "novembersemlor".
I Sverige äts årligen cirka 40 miljoner semlor (uppgift från 2013). Bara på fettisdagen äter svenskarna i genomsnitt 6 miljoner semlor (uppgift från 2022).

#### Varianter
Det förekommer även så kallade wienersemlor där bullen är av wienerbröd. Karlsbadersemlor har ägg i smeten.
På senare år har olika konditorier lanserat nya varianter av semlor, som kombination av semla och andra vanliga bakverk. Dessa inkluderar semmelwrap (semla inspirerad av tunnbrödsrulle), prinsessemla (av prinsesstårta), muffla (av muffin), kremla (av kringla), långpannesemla, kanelbullesemla och semmeltårta. Semmelwrapen sägs vara skapad i mitten av 2010-talet av den svenske VM-konditorn Mattias Ljungberg.

### Tyskland, Österrike och Slovenien
I Tyskland, Österrike och Slovenien finns traditionellt ett speciellt friterat bröd under fastlagen som kallas Krapfen på tyska och Krofi på slovenska. Dessa kan ha fyllning av plommon-, aprikos- eller havtornssylt. I Österrike och Slovenien är aprikossylt det normala. I Berlin används vanligtvis vaniljkräm, så kallad Berliner.

## Olika benämningar

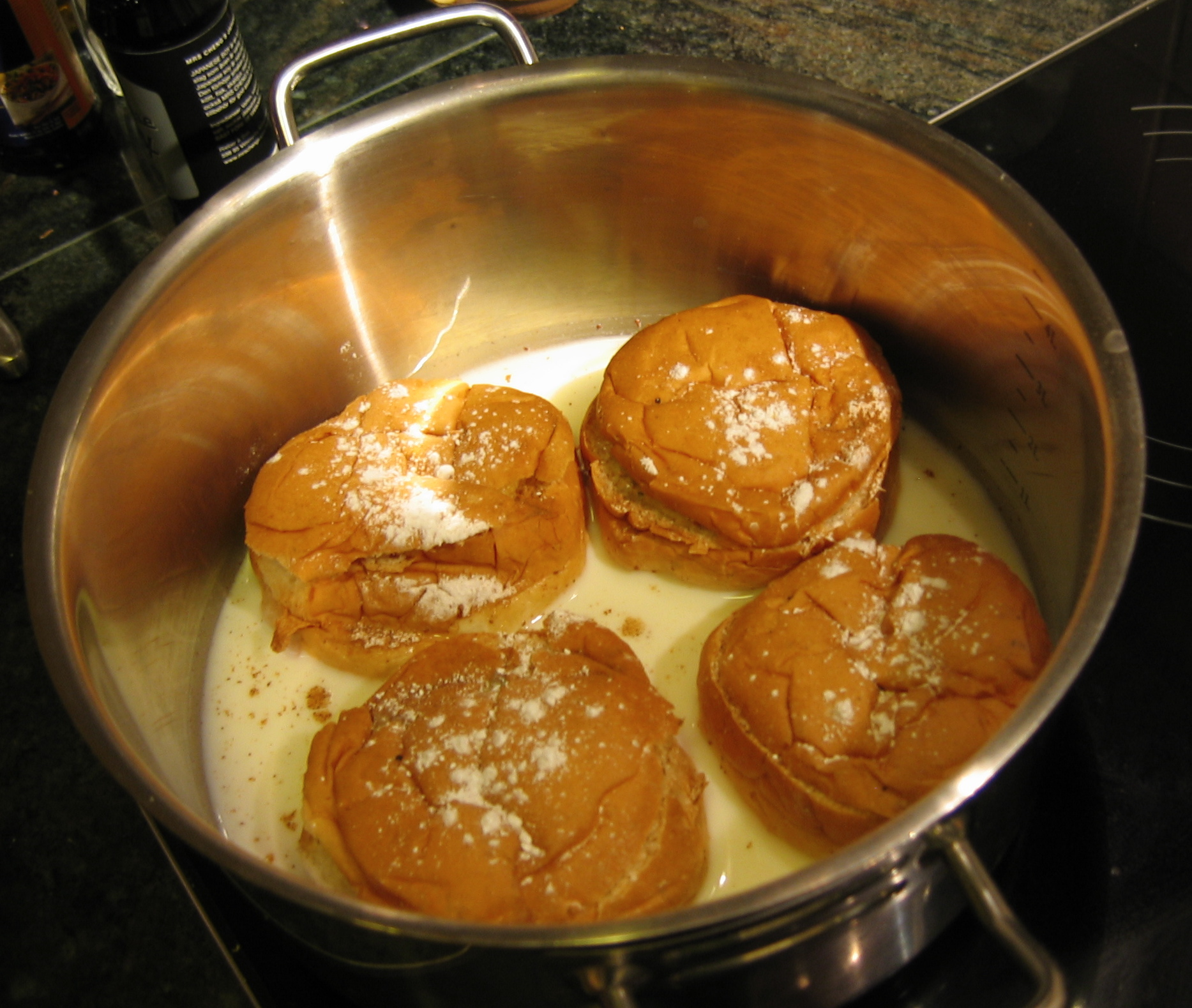
Hetvägg (semlor i varm mjölk).

Ordet semla är den vanligaste benämningen i Sverige som helhet och kommer från latinets simila som betyder fint mjöl. Från början betydde semla ett bröd av fint vetebröd. Denna betydelse av ordet finns kvar i finlandssvenskan där en semla är en vanlig råg- eller vetebulle. Finlandssvenskar kallar den svenska semlan genomgående för fastlagsbulle. I södra Sverige säger man sedan gammalt också fastlagsbulle, även om ordet semla gör kraftiga insteg. En annan vanlig synonym är fettisdagsbulle.
Ordet hetvägg, som i vissa delar av landet används som ett namn på efterrättskombinationen semla med varm mjölk, kommer från lågtyskans Hetwegge som på modern högtyska motsvaras av Heißwecke. De kanske torra bullarna värmdes upp tillsammans med mjölk. Etymologin för tyskans ord Wecken, på svenska vigg men också strut och stut, leder i tidig medeltid till betydelsen kil. Ordet hade använts för brödstycken långt innan något som liknade Hetwegge uppkom. Först avsågs vilket bröd som helst med dubbelkils- eller korsform, även av råg. Senare inskränktes betydelsen till vetebröd och kopplingen till fastlagsbröd gjordes. Dubbelkilsformen är rund och avlång med två tillspetsade ändar. Ibland påstås felaktigt att ordet har att göra med bröd formade som trekanter för att man skall få plats med fler i en rund kastrull, men det är en folketymologi.